# WTA Finals

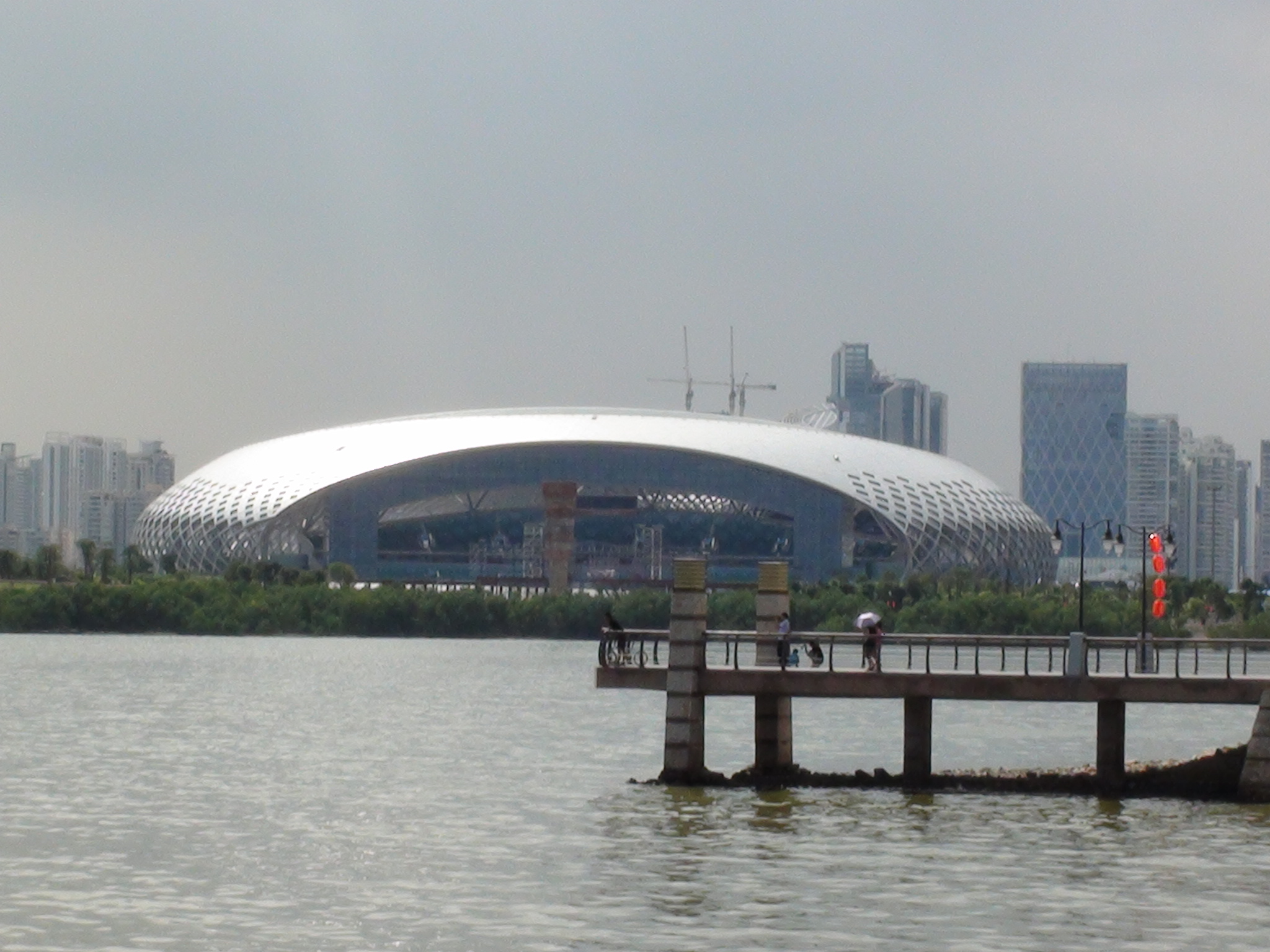
Shenzhen Bay Sports Centre

De WTA Finals is een tennistoernooi voor vrouwen aan het eind van het seizoen. Alleen de beste acht tennisspeelsters uit het enkelspel en de beste acht koppels uit het dubbelspel op dat moment (bepaald door de WTA-ranglijsten) worden uitgenodigd. Het toernooi staat bekend als het officieuze wereldkampioenschap van het vrouwentennis. In het enkelspel wordt sinds 2014 gestreden om de Billie Jean King-trofee. De winnaressen van het dubbelspel worden beloond met de Martina Navrátilová-trofee. Het toernooi wordt georganiseerd door de Women's Tennis Association (WTA).
De tegenhanger bij de mannen heet ATP Finals.

## Geschiedenis
Het toernooi werd voor het eerst georganiseerd in 1972 in de Amerikaanse plaats Boca Raton, Florida. Tot en met 1986 werd het toernooi in maart georganiseerd. Nadat de WTA besloot om het tennisseizoen te koppelen aan het kalenderjaar, is het toernooi verschoven naar het eind van het jaar. Door deze verandering is dit toernooi in 1986 tweemaal gehouden. Tussen 1979 en 2000 is het toernooi georganiseerd in Madison Square Garden in New York. Later werd gespeeld in München, Los Angeles, Madrid, Doha, Istanbul en Singapore. In 2019 ontrolde het toernooi zich voor het eerst in de Chinese stad Shenzhen. Na een corona-onderbreking in 2020 was Mexico eenmaal gastheer in 2021, in Guadalajara. Deze stad verving dat jaar Shenzhen, omdat deze stad vanwege de coronapandemie niet in staat was om het toernooi dat jaar te huisvesten. In 2022 zou het toernooi terugkeren naar Shenzhen, maar de WTA schortte in 2021 alle toernooien in China op omdat de Chinese tennisspeelster Peng Shuai ineens spoorloos verdween nadat zij een Chinees toppoliticus had beschuldigd van seksueel misbruik. De editie van 2022 werd daarom verplaatst naar Fort Worth in Texas en de editie van 2023 naar Cancún in Mexico. De edities van 2024–2026 worden gespeeld in Riyad in Saoedi-Arabië.
Tot en met 1994 stond het toernooi bekend onder de naam Virginia Slims Championships. Daarna werd de naam gekoppeld aan andere sponsoren. In de periode 1995–2013 heette het WTA Championships en sinds 2014 is het bekend onder de huidige naam, de WTA Finals.
Tussen 1984 en 1998 ging de finale in het enkelspel om de best-of-five sets. Er moesten drie sets worden gewonnen om de partij te winnen. Voor en na die periode werd volgens de gebruikelijke best-of-three sets gespeeld.
In het enkelspel heeft Martina Navrátilová de meeste titels op haar naam: acht stuks. Maar ook in het dubbelspel is zij het meest succesvol. Samen met Pam Shriver haalde zij tien titels, maar omdat zij ook een keer met de Nederlandse Betty Stöve het toernooi won, en een keer met Billie Jean King, staat Navrátilová in totaal op twaalf. De Duitse Steffi Graf staat tweede op de enkelspellijst; zij won vijfmaal.
Na Navrátilová zijn nog twee speelsters erin geslaagd om het toernooi driemaal op rij te winnen: Monica Seles in 1990–1992 en Serena Williams in 2012–2014.

## Belgische en Nederlandse winnaressen
De Belgische Kim Clijsters wist voor het eerst het enkelspeltoernooi in 2002 te winnen. In 2003 en in 2010 herhaalde zij dit. In 2006 was Justine Henin de beste, evenals in 2007 na een bloedstollende match tegen Maria Sjarapova die bijna drieënhalf uur duurde.
In het dubbelspel was de Nederlandse Betty Stöve kampioen in 1977 en 1979. In het tussenliggende jaar werd het toernooi niet gespeeld. De eerste keer won zij samen met Martina Navrátilová, de keer erna met Françoise Dürr. In 2022 werd het gewonnen door de Belgische Elise Mertens, geflankeerd door Veronika Koedermetova.

## Officiële toernooinamen
Door het veranderen van sponsor veranderde het toernooi doorheen de geschiedenis vele malen van naam.
| 1972–1978  | Virginia Slims Championships                |
| 1979–1982  | Avon Championships                          |
| 1983–1994  | Virginia Slims Championships                |
| 1995–1997  | WTA Tour Championships                      |
| 1998       | Chase Championships of the Corel WTA Tour   |
| 1999       | WTA Tour Championships                      |
| 2000       | Chase Championships                         |
| 2001       | Sanex Championships                         |
| 2002       | Home Depot Championships                    |
| 2003       | Bank of America WTA Tour Championships      |
| 2004       | WTA Tour Championships presented by Porsche |
| 2005       | Sony Ericsson WTA Tour Championships        |
| 2006–2009  | Sony Ericsson Championships                 |
| 2010–2013  | WTA Championships                           |
| 2014–heden | WTA Finals                                  |

## Finales enkelspel
| jaar       | locatie                                    | winnares                                   | verliezend finaliste                       | uitslag                                    |
| ---------- | ------------------------------------------ | ------------------------------------------ | ------------------------------------------ | ------------------------------------------ |
| 1972       | Boca Raton                                 | Chris Evert                                | Kerry Reid                                 | 7-5, 6-4                                   |
| 1973       | Boca Raton                                 | Chris Evert                                | Nancy Richey                               | 6-3, 6-3                                   |
| 1974       | Los Angeles                                | Evonne Goolagong                           | Chris Evert                                | 6-3, 6-4                                   |
| 1975       | Los Angeles                                | Chris Evert                                | Martina Navrátilová                        | 6-4, 6-2                                   |
| 1976       | Los Angeles                                | Evonne Goolagong                           | Chris Evert                                | 6-3, 5-7, 6-3                              |
| 1977       | New York                                   | Chris Evert                                | Sue Barker                                 | 2-6, 6-1, 6-1                              |
| 1978       | Oakland                                    | Martina Navrátilová                        | Evonne Goolagong                           | 7-6, 6-4                                   |
| 1979       | New York                                   | Martina Navrátilová                        | Tracy Austin                               | 6-3, 3-6, 6-2                              |
| 1980       | New York                                   | Tracy Austin                               | Martina Navrátilová                        | 6-2, 2-6, 6-2                              |
| 1981       | New York                                   | Martina Navrátilová                        | Andrea Jaeger                              | 6-3, 7-6                                   |
| 1982       | New York                                   | Sylvia Hanika                              | Martina Navrátilová                        | 1-6, 6-3, 6-4                              |
| 1983       | New York                                   | Martina Navrátilová                        | Chris Evert                                | 6-2, 6-0                                   |
| 1984       | New York                                   | Martina Navrátilová                        | Chris Evert                                | 6-3, 7-5, 6-1                              |
| 1985       | New York                                   | Martina Navrátilová                        | Helena Suková                              | 6-3, 7-5, 6-4                              |
| 1986 (mrt) | New York                                   | Martina Navrátilová                        | Hana Mandlíková                            | 6-2, 6-0, 3-6, 6-1                         |
| 1986 (nov) | New York                                   | Martina Navrátilová                        | Steffi Graf                                | 7-6, 6-3, 6-2                              |
| 1987       | New York                                   | Steffi Graf                                | Gabriela Sabatini                          | 4-6, 6-4, 6-0, 6-4                         |
| 1988       | New York                                   | Gabriela Sabatini                          | Pam Shriver                                | 7-5, 6-2, 6-2                              |
| 1989       | New York                                   | Steffi Graf                                | Martina Navrátilová                        | 6-4, 7-5, 2-6, 6-2                         |
| 1990       | New York                                   | Monica Seles                               | Gabriela Sabatini                          | 6-4, 5-7, 3-6, 6-4, 6-2                    |
| 1991       | New York                                   | Monica Seles                               | Martina Navrátilová                        | 6-4, 3-6, 7-5, 6-0                         |
| 1992       | New York                                   | Monica Seles                               | Martina Navrátilová                        | 7-5, 6-3, 6-1                              |
| 1993       | New York                                   | Steffi Graf                                | Arantxa Sánchez Vicario                    | 6-1, 6-4, 3-6, 6-1                         |
| 1994       | New York                                   | Gabriela Sabatini                          | Lindsay Davenport                          | 6-3, 6-2, 6-4                              |
| 1995       | New York                                   | Steffi Graf                                | Anke Huber                                 | 6-1, 2-6, 6-1, 4-6, 6-3                    |
| 1996       | New York                                   | Steffi Graf                                | Martina Hingis                             | 6-3, 4-6, 6-0, 4-6, 6-0                    |
| 1997       | New York                                   | Jana Novotná                               | Mary Pierce                                | 7-6, 6-2, 6-3                              |
| 1998       | New York                                   | Martina Hingis                             | Lindsay Davenport                          | 7-5, 6-4, 4-6, 6-2                         |
| 1999       | New York                                   | Lindsay Davenport                          | Martina Hingis                             | 6-4, 6-2                                   |
| 2000       | New York                                   | Martina Hingis                             | Monica Seles                               | 6-7, 6-4, 6-4                              |
| 2001       | München                                    | Serena Williams                            | Lindsay Davenport                          | walk-over                                  |
| 2002       | Los Angeles                                | Kim Clijsters                              | Serena Williams                            | 7-5, 6-3                                   |
| 2003       | Los Angeles                                | Kim Clijsters                              | Amélie Mauresmo                            | 6-2, 6-0                                   |
| 2004       | Los Angeles                                | Maria Sjarapova                            | Serena Williams                            | 4-6, 6-2, 6-4                              |
| 2005       | Los Angeles                                | Amélie Mauresmo                            | Mary Pierce                                | 5-7, 7-6, 6-4                              |
| 2006       | Madrid                                     | Justine Henin                              | Amélie Mauresmo                            | 6-4, 6-3                                   |
| 2007       | Madrid                                     | Justine Henin                              | Maria Sjarapova                            | 5-7, 7-5, 6-3                              |
| 2008       | Doha                                       | Venus Williams                             | Vera Zvonarjova                            | 6-7, 6-0, 6-2                              |
| 2009       | Doha                                       | Serena Williams                            | Venus Williams                             | 6-2, 7-6                                   |
| 2010       | Doha                                       | Kim Clijsters                              | Caroline Wozniacki                         | 6-3, 5-7, 6-3                              |
| 2011       | Istanbul                                   | Petra Kvitová                              | Viktoryja Azarenka                         | 7-5, 4-6, 6-3                              |
| 2012       | Istanbul                                   | Serena Williams                            | Maria Sjarapova                            | 6-4, 6-3                                   |
| 2013       | Istanbul                                   | Serena Williams                            | Li Na                                      | 2-6, 6-3, 6-0                              |
| 2014       | Singapore                                  | Serena Williams                            | Simona Halep                               | 6-3, 6-0                                   |
| 2015       | Singapore                                  | Agnieszka Radwańska                        | Petra Kvitová                              | 6-2, 4-6, 6-3                              |
| 2016       | Singapore                                  | Dominika Cibulková                         | Angelique Kerber                           | 6-3, 6-4                                   |
| 2017       | Singapore                                  | Caroline Wozniacki                         | Venus Williams                             | 6-4, 6-4                                   |
| 2018       | Singapore                                  | Elina Svitolina                            | Sloane Stephens                            | 3-6, 6-2, 6-2                              |
| 2019       | Shenzhen                                   | Ashleigh Barty                             | Elina Svitolina                            | 6-4, 6-3                                   |
| 2020       | toernooi geannuleerd wegens coronapandemie | toernooi geannuleerd wegens coronapandemie | toernooi geannuleerd wegens coronapandemie | toernooi geannuleerd wegens coronapandemie |
| 2021       | Guadalajara                                | Garbiñe Muguruza                           | Anett Kontaveit                            | 6-3, 7-5                                   |
| 2022       | Fort Worth                                 | Caroline Garcia                            | Aryna Sabalenka                            | 7-6, 6-4                                   |
| 2023       | Cancún                                     | Iga Świątek                                | Jessica Pegula                             | 6-1, 6-0                                   |
| 2024       | Riyad                                      | Cori Gauff                                 | Zheng Qinwen                               | 3-6, 6-4, 7-6                              |

### Meervoudig winnaressen
| aantal titels | speelster             |
| ------------- | --------------------- |
| 8             | / Martina Navrátilová |
| 5             | Steffi Graf           |
| 5             | Serena Williams       |
| 4             | Chris Evert           |
| 3             | Kim Clijsters         |
| 3             | Monica Seles          |
| 2             | Evonne Goolagong      |
| 2             | Justine Henin         |
| 2             | Martina Hingis        |
| 2             | Gabriela Sabatini     |

### Winnaressen per land
| aantal titels | land              |
| ------------- | ----------------- |
| 18            | Verenigde Staten  |
| 6             | Duitsland         |
| 5             | België            |
| 3             | Australië         |
| 3             | Joegoslavië       |
| 3             | Tsjecho-Slowakije |
| 2             | Argentinië        |
| 2             | Frankrijk         |
| 2             | Polen             |
| 2             | Tsjechië          |
| 2             | Zwitserland       |
| 1             | Denemarken        |
| 1             | Oekraïne          |
| 1             | Rusland           |
| 1             | Slowakije         |
| 1             | Spanje            |

## Finales dubbelspel
| jaar       | winnaressen                                        | verliezend finalistes                      | uitslag                                    |                                            |
| ---------- | -------------------------------------------------- | ------------------------------------------ | ------------------------------------------ | ------------------------------------------ |
| 1972       | geen dubbelspeltoernooi                            | geen dubbelspeltoernooi                    | geen dubbelspeltoernooi                    |                                            |
| 1973       | Rosie Casals Margaret Court                        | Françoise Dürr Betty Stöve                 | 6-2, 6-4                                   |                                            |
| 1974       | Rosie Casals Billie Jean King                      | Françoise Dürr Betty Stöve                 | 6-1, 6-7, 7-5                              |                                            |
| 1975       | Margaret Court Virginia Wade                       | Rosie Casals Billie Jean King              | 6-7, 7-6, 6-2                              |                                            |
| 1976       | geen dubbelspeltoernooi                            | geen dubbelspeltoernooi                    | geen dubbelspeltoernooi                    |                                            |
| 1977       | Martina Navrátilová Betty Stöve                    | Françoise Dürr Virginia Wade               | 7-5, 6-3                                   |                                            |
| 1978       | geen dubbelspeltoernooi                            | geen dubbelspeltoernooi                    | geen dubbelspeltoernooi                    |                                            |
| 1979       | Françoise Dürr Betty Stöve                         | Sue Barker Ann Kiyomura                    | 7-6, 7-6                                   |                                            |
| 1980       | Billie Jean King Martina Navrátilová               | Rosie Casals Wendy Turnbull                | 6-3, 4-6, 6-3                              |                                            |
| 1981       | Martina Navrátilová Pam Shriver                    | Barbara Potter Sharon Walsh                | 6-0, 7-6                                   |                                            |
| 1982       | Martina Navrátilová Pam Shriver                    | Kathy Jordan Anne Smith                    | 6-4, 6-3                                   |                                            |
| 1983       | Martina Navrátilová Pam Shriver                    | Claudia Kohde-Kilsch Eva Pfaff             | 7-5, 6-2                                   |                                            |
| 1984       | Martina Navrátilová Pam Shriver                    | Jo Durie Ann Kiyomura                      | 6-3, 6-1                                   |                                            |
| 1985       | Martina Navrátilová Pam Shriver                    | Claudia Kohde-Kilsch Helena Suková         | 6-7, 6-4, 7-6                              |                                            |
| 1986 (mrt) | Hana Mandlíková Wendy Turnbull                     | Claudia Kohde-Kilsch Helena Suková         | 6-4, 6-7, 6-3                              |                                            |
| 1986 (nov) | Martina Navrátilová Pam Shriver                    | Claudia Kohde-Kilsch Helena Suková         | 1-6, 6-1, 6-1                              |                                            |
| 1987       | Martina Navrátilová Pam Shriver                    | Claudia Kohde-Kilsch Helena Suková         | 6-1, 6-1                                   |                                            |
| 1988       | Martina Navrátilová Pam Shriver                    | Larisa Savtsjenko Natallja Zverava         | 6-3, 6-4                                   |                                            |
| 1989       | Martina Navrátilová Pam Shriver                    | Larisa Savtsjenko Natallja Zverava         | 6-3, 6-2                                   |                                            |
| 1990       | Kathy Jordan Elizabeth Smylie                      | Mercedes Paz Arantxa Sánchez Vicario       | 7-6, 6-4                                   |                                            |
| 1991       | Martina Navrátilová Pam Shriver                    | Gigi Fernández Jana Novotná                | 4-6, 7-5, 6-4                              |                                            |
| 1992       | Arantxa Sánchez Vicario Helena Suková              | Jana Novotná Larisa Savtsjenko-Neiland     | 7-6, 6-1                                   |                                            |
| 1993       | Gigi Fernández Natallja Zverava                    | Jana Novotná Larisa Neiland                | 6-3, 7-5                                   |                                            |
| 1994       | Gigi Fernández Natallja Zverava                    | Jana Novotná Arantxa Sánchez Vicario       | 6-3, 6-7, 6-3                              |                                            |
| 1995       | Jana Novotná Arantxa Sánchez Vicario               | Gigi Fernández Natallja Zverava            | 6-2, 6-1                                   |                                            |
| 1996       | Lindsay Davenport Mary Joe Fernandez               | Jana Novotná Arantxa Sánchez Vicario       | 6-3, 6-2                                   |                                            |
| 1997       | Lindsay Davenport Jana Novotná                     | Alexandra Fusai Nathalie Tauziat           | 6-7, 6-3, 6-2                              |                                            |
| 1998       | Lindsay Davenport Natallja Zverava                 | Alexandra Fusai Nathalie Tauziat           | 6-7, 7-5, 6-3                              |                                            |
| 1999       | Martina Hingis Anna Koernikova                     | Larisa Neiland Arantxa Sánchez Vicario     | 6-4, 6-4                                   |                                            |
| 2000       | Martina Hingis Anna Koernikova                     | Nicole Arendt Manon Bollegraf              | 6-2, 6-3                                   |                                            |
| 2001       | Lisa Raymond Rennae Stubbs                         | Cara Black Jelena Lichovtseva              | 7-5, 3-6, 6-3                              |                                            |
| 2002       | Jelena Dementjeva Janette Husárová                 | Cara Black Jelena Lichovtseva              | 4-6, 6-4, 6-3                              |                                            |
| 2003       | Virginia Ruano Pascual Paola Suárez                | Kim Clijsters Ai Sugiyama                  | 6-4, 3-6, 6-3                              |                                            |
| 2004       | Nadja Petrova Meghann Shaughnessy                  | Cara Black Rennae Stubbs                   | 7-5, 6-2                                   |                                            |
| 2005       | Lisa Raymond Samantha Stosur                       | Cara Black Rennae Stubbs                   | 6-7, 7-5, 6-4                              |                                            |
| 2006       | Lisa Raymond Samantha Stosur                       | Cara Black Rennae Stubbs                   | 3-6, 6-3, 6-3                              |                                            |
| 2007       | Cara Black Liezel Huber                            | Katarina Srebotnik Ai Sugiyama             | 5-7, 6-3, [10-8]                           |                                            |
| 2008       | Cara Black Liezel Huber                            | Květa Peschke Rennae Stubbs                | 6-1, 7-5                                   |                                            |
| 2009       | Nuria Llagostera Vives María José Martínez Sánchez | Cara Black Liezel Huber                    | 7-6, 5-7, [10-7]                           |                                            |
| 2010       | Gisela Dulko Flavia Pennetta                       | Květa Peschke Katarina Srebotnik           | 7-5, 6-4                                   |                                            |
| 2011       | Liezel Huber Lisa Raymond                          | Květa Peschke Katarina Srebotnik           | 6-4, 6-4                                   |                                            |
| 2012       | Maria Kirilenko Nadja Petrova                      | Andrea Hlaváčková Lucie Hradecká           | 6-1, 6-4                                   |                                            |
| 2013       | Hsieh Su-wei Peng Shuai                            | Jekaterina Makarova Jelena Vesnina         | 6-4, 7-5                                   |                                            |
| 2014       | Cara Black Sania Mirza                             | Hsieh Su-wei Peng Shuai                    | 6-1, 6-0                                   |                                            |
| 2015       | Martina Hingis Sania Mirza                         | Garbiñe Muguruza Carla Suárez Navarro      | 6-0, 6-3                                   |                                            |
| 2016       | Jekaterina Makarova Jelena Vesnina                 | Bethanie Mattek-Sands Lucie Šafářová       | 7-6, 6-3                                   |                                            |
| 2017       | Tímea Babos Andrea Hlaváčková                      | Kiki Bertens Johanna Larsson               | 4-6, 6-4, [10-5]                           |                                            |
| 2018       | Tímea Babos Kristina Mladenovic                    | Barbora Krejčíková Kateřina Siniaková      | 6-4, 7-5                                   |                                            |
| 2019       | Tímea Babos Kristina Mladenovic                    | Hsieh Su-wei Barbora Strýcová              | 6-1, 6-3                                   |                                            |
| 2020       | toernooi geannuleerd wegens coronapandemie         | toernooi geannuleerd wegens coronapandemie | toernooi geannuleerd wegens coronapandemie | toernooi geannuleerd wegens coronapandemie |
| 2021       | Barbora Krejčíková Kateřina Siniaková              | Hsieh Su-wei Elise Mertens                 | 6-3, 6-4                                   |                                            |
| 2022       | Veronika Koedermetova Elise Mertens                | Barbora Krejčíková Kateřina Siniaková      | 6-2, 4-6, [11-9]                           |                                            |
| 2023       | Laura Siegemund Vera Zvonarjova                    | Nicole Melichar-Martinez Ellen Perez       | 6-4, 6-4                                   |                                            |
| 2024       | Gabriela Dabrowski Erin Routliffe                  | Kateřina Siniaková Taylor Townsend         | 7-5, 6-3                                   |                                            |

### Meervoudig winnaressen
| aantal titels | speelster               |
| ------------- | ----------------------- |
| 12            | / Martina Navrátilová   |
| 10            | Pam Shriver             |
| 4             | Lisa Raymond            |
| 3             | Tímea Babos             |
| 3             | Cara Black              |
| 3             | Lindsay Davenport       |
| 3             | Martina Hingis          |
| 3             | Liezel Huber            |
| 3             | Natallja Zverava        |
| 2             | Rosie Casals            |
| 2             | Margaret Court          |
| 2             | Gigi Fernández          |
| 2             | Billie Jean King        |
| 2             | Anna Koernikova         |
| 2             | Kristina Mladenovic     |
| 2             | Jana Novotná            |
| 2             | Nadja Petrova           |
| 2             | Arantxa Sánchez Vicario |
| 2             | Samantha Stosur         |
| 2             | Betty Stöve             |

### Winnaressen per land
| aantal titels | land                |
| ------------- | ------------------- |
| 38            | Verenigde Staten    |
| 8             | Rusland             |
| 7             | Australië           |
| 6             | Tsjechië            |
| 5             | Spanje              |
| 4             | Tsjecho-Slowakije   |
| 3             | Frankrijk           |
| 3             | Hongarije           |
| 3             | Wit-Rusland         |
| 3             | Zimbabwe            |
| 3             | Zwitserland         |
| 2             | Argentinië          |
| 2             | India               |
| 2             | Nederland           |
| 2             | neutraal            |
| 1             | België              |
| 1             | Canada              |
| 1             | China               |
| 1             | Duitsland           |
| 1             | Italië              |
| 1             | Nieuw-Zeeland       |
| 1             | Slowakije           |
| 1             | Taiwan              |
| 1             | Verenigd Koninkrijk |